# Careva džamija u Sarajevu
Careva džamija (poznata i kao Džamija sultana Mehmeda II. Fatiha), jedna je od prvih izgrađenih džamija u Bosni i Hercegovini i prva u Sarajevu. Nalazi se u sastavu Medžlisa Islamske zajednice Sarajevo, u okvirima Sarajevskog muftiluka.

## Povijest
Careva džamija je izgrađena 1462. godine a njenu izgradnju je financirao i omogućio osnivač grada Sarajeva Isa-beg Isaković. Ova džamija je izgorjela 1480. godine kada je despot Vuk Grgurević provalio s vojskom iz Jajca i popalio Sarajevo (ne zna se točno da li je džamija bila cijela uništena ili je tek kupola bila uništena). Na istom mjestu ponovno se gradi i u današnjem obliku izgrađena je 1566. godine. Njenu gradnju financirao je Sulejman I. Veličanstveni. U to doba glavni arhitekt Carevine bio je mimar Sinan, a gradnju ove džamije je vodio ili netko od njegovih suradnika ili njegovih učenika.
Careva džamija u Sarajevu je centralni tip džamije s trostranim trijemom. Pošto je džamija u doba molitve (naročito petkom) morala primiti veliki broj vjernika, ostavljeni su trijemovi sa sve tri strane, s tim što su dva bočna 1847. godine zazidana i pretvorena u tetime (bočne prostorije). Centralna kupola džamije ima oblik polukruga u presjeku, tipično za klasični period osmanske arhitekture, a smatra se da je stara kupola eliptičnog presjeka izgorjela u požaru 1480. godine. Tijekom konzervatorskih radova krajem prošlog stoljeća (1980-ih ili 1990-ih) otkrivena su i djelomično restauirana četiri sloja zidne dekoracije, i to iz XVI., XVIII. i početka XIX. stoljeća. Osmokutna munara, čije je šerefe pokriveno stalaktitima, predstavlja jednu od najljepših starih munara u Bosni i Hercegovini.
Vrijedni nadgrobni spomenici nastali u razdoblju od XV. do XIX. stoljeća, nalaze se na groblju iza džamije. Za par arhaičnih nišana iza mihraba pretpostavlja se da označavaju grob osnivača Sarajeva Isa-bega Isakovića.
Godine 1912. arhitekt Karl Paržik je projektirao zgradu Ulema-medžlisa i uspješno je ukomponirao u cjelinu s Carevom džamijom. Do 2022. godine, u okvirima ove džamije nalazio se i ured reis-ul-uleme.

## Vanjske povezice
- Careva džamija u Sarajevu  Arhivirana inačica izvorne stranice od 2. lipnja 2020. (Wayback Machine)